# 谷田康真
谷田 康真（たにだ やすまさ、1994年5月16日 - ）は、日本のカーリング選手。元北海道コンサドーレ札幌カーリングチーム所属。北海道クボタ北見支社勤務。北海道名寄高等学校、札幌学院大学人文学部人間科学科卒業。

## 経歴
小学校5年生のときに名寄にカーリングホールができ、管理人の孫が同級生で誘われたことが切っ掛けとなりカーリングを始める。なお、その同級生とは、大学までずっと同じチームでプレイしている。

### 札幌学院大学時代
2015年冬季ユニバーシアードに出場し7位となる。

### 4REAL時代
2016年7月、4REALに正式加入。  2017年、 2018年の日本選手権で2年連続準優勝。 

### 北海道コンサドーレ札幌時代
2018-2019年
北海道コンサドーレ札幌カーリングチームが4REALの活動を引き継ぐ形で発足。オークヴィル・フォール・クラシックに出場して優勝。日本代表として、2018年パシフィックアジアカーリング選手権大会に出場して優勝した。
第36回日本カーリング選手権大会優勝。日本代表として2019年世界男子カーリング選手権大会に出場し4位入賞。この大会で谷田は1次リーグでのショット成功率が88％でポジション別の1位となり、大会のオールスターに選出された。
2019-2020年
どうぎんカーリングクラシック2019優勝。第37回日本カーリング選手権大会優勝。中部電力の松村千秋とペアを組み第13回日本ミックスダブルスカーリング選手権大会に出場、対戦全てに勝利し全勝優勝。
2020-2021年
第38回日本カーリング選手権大会優勝、第14回日本ミックスダブルスカーリング選手権大会準優勝。
2022年
北海道コンサドーレ札幌カーリングチームを退団。

## 人物
- 小学校5年生から高校3年生までの8年間、夏は野球、冬はカーリングという生活を続けていた[4]。

## チーム

### 4人制男子
| シーズン                                                                                       | 所属チーム   | スキップ | サード     | セカンド | リード   | リザーブ | 備考                |
| ---------------------------------------------------------------------------------------------- | ------------ | -------- | ---------- | -------- | -------- | -------- | ------------------- |
| 2013–14                                                                                        |              | 谷田康真 | 滝ケ平裕矢 | 臼井槙吾 | 吉川和希 | 柴谷隆次 | PAJCC 2014          |
| 2014–15                                                                                        |              | 谷田康真 | 滝ケ平裕矢 | 臼井槙吾 | 吉川和希 | 平田洸介 | WUG 2015            |
| 2015–16                                                                                        |              | 谷田康真 | 滝ケ平裕矢 | 臼井槙吾 | 吉川和希 | 佐々木樹 | JCCC 2015           |
| 2015–16                                                                                        |              | 阿部晋也 | 松村雄太   | 林佑樹   | 佐藤浩   | 谷田康真 | JCC 2016            |
| 2015–16                                                                                        |              | 両角友佑 | 清水徹郎   | 山口剛史 | 両角公佑 | 谷田康真 | WMCC 2016           |
| 2016–17                                                                                        | 4REAL        | 阿部晋也 | 松村雄太   | 林佑樹   | 佐藤浩   | 谷田康真 | JCC 2017            |
| 2017–18                                                                                        | 4REAL        | 松村雄太 | 谷田康真   | 阿部晋也 | 相田晃輔 | 齊藤太賀 | JCC 2018            |
| 2018–19                                                                                        | コンサドーレ | 松村雄太 | 清水徹郎   | 谷田康真 | 阿部晋也 | 相田晃輔 | PACC 2018 WMCC 2019 |
| 2019–20                                                                                        | コンサドーレ | 松村雄太 | 清水徹郎   | 谷田康真 | 相田晃輔 | 阿部晋也 | PACC 2019           |
| 2020–21                                                                                        | コンサドーレ | 松村雄太 | 清水徹郎   | 谷田康真 | 阿部晋也 | 相田晃輔 | JCC 2021            |
| 2021–22                                                                                        | コンサドーレ | 松村雄太 | 清水徹郎   | 谷田康真 | 阿部晋也 | 相田晃輔 | HBCC2021, OQE 2021  |
| 2021–22                                                                                        | コンサドーレ | 谷田康真 | 清水徹郎   | 相田晃輔 | 阿部晋也 |          | JCC 2022            |
| 2022–23                                                                                        | 無所属※      | 栁澤李空 | 山口剛史   | 山本遵   | 小泉聡   | 谷田康真 | PCCC2022            |
| ※2022-23はミックスダブルスに専念するために無所属だが、PCCC2022のみSC軽井沢クラブにスポット参戦 |              |          |            |          |          |          |                     |

### ミックスダブルス
| シーズン | 女性       | 男性     | 主な大会   |
| -------- | ---------- | -------- | ---------- |
| 2016–17  | 小野寺佳歩 | 谷田康真 | JMDCC 2017 |
| 2019–20  | 松村千秋   | 谷田康真 | JMDCC 2020 |
| 2020–21  | 松村千秋   | 谷田康真 | JMDCC 2021 |
| 2021–22  | 松村千秋   | 谷田康真 | WMDCC2022  |
| 2022–23  | 松村千秋   | 谷田康真 | JMDCC 2023 |

## 主な成績

### 日本代表
- 世界男子カーリング選手権
  - 2016年 - 4位（リザーブ）[27]
  - 2019年 - 4位[12]
  - 2021年 - 9位[28]
- 世界ミックスダブルスカーリング選手権
  - 2022年 - 9位[26]
- パンコンチネンタルカーリング選手権
  - 2022年 - 4位[22]
- パシフィックアジアカーリング選手権
  - 2018年 -  優勝[10]
  - 2019年 -  準優勝[29]

### クラブチーム
- 日本カーリング選手権：優勝3回 (2019年[11]、2020年[15]、2021年[17]) 、準優勝 (2017年[6]、2018年[7])
- オークヴィル・フォール・クラシック（英語版）：優勝 (2018年[9])
- どうぎんカーリングクラシック：優勝 (2019年[14])

### その他
- 日本ミックスダブルスカーリング選手権大会
  - 2017年 - 予選敗退 (チーム谷田：Aブロック3位)[30]
  - 2020年 -  金メダル (松村・谷田)[16]
  - 2021年 -  銀メダル (松村・谷田)[18]
  - 2023年 -  金メダル (松村・谷田)[31]